# Viola jeniseensis
Viola jeniseensis är en violväxtart som beskrevs av V.V. Zuev. Viola jeniseensis ingår i släktet violer, och familjen violväxter. Inga underarter finns listade i Catalogue of Life.